# Джовани Лози
Вижте пояснителната страница за други личности с името Джовани.
Джовани Лози (на италиански: Giovanni Losi) е италиански духовник и мисионер.

## Биография
Джовани Лози е роден на 29 ноември 1838 година в Казеле Ланди, Ломбардия. Малко по-късно семейството му се премества в Ронкалия (днес част от Пиаченца) и по-късно той постъпва в епископската семинария на Пиаченца. Ръкоположен е за свещеник през 1862 година. По-късно постъпва в основания от известния мисионер Даниеле Комбони Мисионерски институт във Верона, а през 1873 година заминава като мисионер в Османски Судан.
Лози ръководи мисията в град Обейд (днес в Судан) до 1878 година, като през цялото време е в лоши отношения с местното мюсюлманско население. При престоя си в Судан той издава заедно със своя сътрудник Луиджи Бономи катехизис и първия речник на местния език нобин, който дотогава е неизвестен в Европа. След смъртта на Даниеле Комбони през 1881 година временно оглавява цялата мисия за Централна Африка.
Джовани Лози умира от скорбут на 27 декември 1882 година в Обейд. Погребан е там, но гробът му е унищожен при превземането му от махдистите през 1889 година.

## Памет
На Джовани Лози е наречена улицата „Падре Лози“ (от италиански: „Отец Лози“) в родния му град.

## Галерия
- Джовани Лози в Судан (1880)
- Табела на улицата, наречена на отец Лози, в Казеле Ланди